# Ernst Dürr
Ernst Georg Dürr, född 1878, död 1913, var en tysk psykolog och pedagog.
Dürr var professor i Bern. Han omfattade en kritisk realism och såg i uppmärksamheten en stegring av medvetande, under förnekande av varje verksamhets- eller viljemoment, och betonade värdesynpunkterna inom pedagogiken. Bland hans skrifter märks Grundzüge der realistischen Weltanschauung (1907), Die Lehre von der Aufmerksamkeit (1907, andra upplagan 1914), Einführung in die Pädagogik (1908), samt Erkenntnisstheorie (1910).